# FIVB 배구 월드그랑프리
FIVB 배구 월드그랑프리(영어: FIVB Volleyball World Grand Prix)는 배구 종목을 총괄하는 국제기구인 국제 배구 연맹(FIVB)이 주관하는 국제 배구 대회이다. 대회는 1993년에 창설되었으며, FIVB 가맹국의 성인 여자 국가대표팀이 참여한다. 보통 4년 주기의 토너먼트로 열리는 여타의 주요 국가대항전 대회와는 달리, 매년 여름에 리그 형식으로 개최된다. 대회는 통상적으로 배구 그랑프리나 월드그랑프리라고 줄여서 부른다. 동일한 성격의 남자부 대회로는 FIVB 배구 월드리그가 있다.
2017년 대회를 마지막으로 국제 배구 연맹은 월드그랑프리를 폐지하였다. 2018년부터는 FIVB 여자배구 네이션스리그와 FIVB 여자배구 챌린저컵이 기존의 월드그랑프리를 대체한다.

## 역사
국제 배구 연맹(이하 "FIVB")이 기존에 주관해 왔던 올림픽 배구나 세계 선수권대회는 4년을 주기로, 개최지에 국한하여 열리기 때문에 다수의 사람들이 세계 최상위 배구를 접하기에는 시간적･공간적 제약이 존재했다. 이러한 문제점을 해소하고 세계 여자배구의 활성화를 위하여 FIVB는 1993년에 FIVB 배구 월드그랑프리(이하 "그랑프리")를 창설하였다. 기존의 제약을 극복하기 위해 그랑프리는 1년을 주기로, (예선 라운드의 경우) 개최지를 순환하여 열리도록 계획되었다. 그랑프리에 참가하고자 하는 국가는 의무적으로 대회에 대한 매스컴 보도 및 TV 생중계를 제공하도록 규정한 것 역시 이러한 노력의 일환으로 이루어졌다. 그랑프리는 앞서 1990년에 창설된 동일한 성격의 남자부 대회인 FIVB 배구 월드리그의 흥행을 발판으로 창설되었다.

#### 1990년대
1990년대 월드리그에서는 이탈리아 남자 배구 국가대표팀이 압도적인 모습을 보인 반면 그랑프리에서는 비교적 고른 수의 국가들이 우승을 경험했다. 최초로 개최된 1993년 그랑프리에서는 쿠바가 결승전에서 중국을 3-0으로 꺾고 초대 우승국에 등극하였다. 이후 브라질이 1994년･1996년･1998년 그랑프리에서 우승하면서 1990년대의 모든 짝수해마다 우승하는 기록을 세웠다. 미국은 1995년 그랑프리에서 당시 디펜딩 챔피언인 브라질을 넘어서 최초로 대권을 차지하였다. 한편, 브라질 외에 1990년대 동안 복수의 우승횟수를 기록한 국가는 1997년･1999년 월드그랑프리에서 우승한 러시아가 있다.

#### 2000년대
2000년대 월드리그에서는 기존의 강국 이탈리아 남자 배구 국가대표팀의 압도적인 모습이 기울기 시작한 반면 그랑프리에서는 반대로 브라질이 두각을 드러내기 시작했다. 2000년부터 2003년까지만 해도 쿠바, 미국, 러시아, 중국이 번갈아 가면서 그랑프리에서 우승했다. 하지만 2004년 이후, 네덜란드가 우승한 2007년 그랑프리를 제외한 2004년･2005년･2006년･2008년･2009년 그랑프리에서 브라질이 모두 우승하면서 압도적인 모습을 보였다.

#### 2010년대
2010년대에 들어서면서 브라질이 2000년대와 같은 압도적인 모습을 보이지는 않았지만 2013년･2014년･2016년 그랑프리에 우승하면서 여전히 강팀의 면모를 과감없이 보였다. 한편, 미국이 2010년･2011년･2012년･2015년 그랑프리에서 대권을 차지하면서 사실상 브라질의 가장 강력한 대항마로 부상하기 시작했다.
한편, 2014년에 대회 방식에 있어서 중대한 변화가 생겼다. 이전까지 그랑프리에서 참가국들은 3개의 조로 편성되어 예선 라운드를 치르고, 그 결과 각 조의 상위권 팀들 및 결선 라운드의 개최국이 결선 라운드에 참여하는 대회 방식을 채택했다. 하지만 2014년을 기점으로 승강제가 도입되어 그랑프리 참가국들은 세계 랭킹에 따라 자동적으로 1그룹(상위권 국가 배구리그), 2그룹(중위권 국가 배구리그), 3그룹(하위권 국가 배구리그)으로 편성되고, 각 그룹 내에서의 경쟁을 통해 상위 그룹으로 승격될 팀과 하위 그룹으로 강등될 팀을 결정짓고, 각 그룹별로 우승 팀을 가리는 식으로 개편되었다. 소속 그룹이 상위 그룹일수록 경기별 쌓을 수 있는 랭킹 포인트에 차등을 두어서, 올림픽 배구 출전을 위해서는 보다 상위 그룹으로 승격하거나 잔류하는 것이 유리하다.
그랑프리 2그룹에서는 벨기에가 2014년, 네덜란드가 2015년, 도미니카 공화국이 2016년, 폴란드가 2017년 우승하였다. 월드리그 3그룹에서는 불가리아가 2014년, 케냐가 2015년, 크로아티아가 2016년, 헝가리가 2017년 우승하였다.
2017년 대회를 마지막으로 국제 배구 연맹은 월드그랑프리를 폐지하였다. 2018년부터는 FIVB 여자배구 네이션스리그와 FIVB 여자배구 챌린저컵이 기존의 월드그랑프리를 대체한다.

#### 대한민국의 그랑프리 참가
대한민국은 1993년부터 그랑프리에 참가하여, 2017년까지 그랑프리에 총 18회 참가하였다. 이는 전체 참가국들을 기준으로 8위에 해당하는 그랑프리 출전 기록이다. 대한민국은 1993년 홍콩 결선 라운드를 시작으로 1997년 고베 결선 라운드, 2001년 마카오 결선 라운드, 2003년 안드리아 결선 라운드까지 총 4번의 결선 라운드에 진출하였다. 이는 전체 참가국들을 기준으로 9위에 해당하는 결선 라운드 진출 기록이다. 마지막 대회를 기준으로 대한민국은 2그룹에 소속되었다.

## 경기 방식
경기는 예선 라운드와 결선 라운드로 구분한다.
- 예선 라운드에서는 3주간에 걸쳐, 참가 12팀이, 4팀씩 3그룹으로 나뉘어 각각의 시합을 실시한다.
- 결선 라운드에서는 개최국과 결선 라운드 개최국을 제외한 예선 라운드의 상위 5팀이 출전해 우승을 다툰다.
- 현재 참가국의 수는 12개국에서 28개국으로 늘어났다.

## 개최지
다음은 역대 월드그랑프리 결선 라운드를 개최한 국가들의 목록이다.
| 개최국   | 개최 횟수 | 개최년도                                       |
| -------- | --------- | ---------------------------------------------- |
| 중국     | 8         | 1994, 1995, 1996, 1999, 2007, 2010, 2012, 2017 |
| 일본     | 6         | 1997, 2005, 2008, 2009, 2013, 2014             |
| 홍콩     | 3         | 1993, 1998, 2002                               |
| 이탈리아 | 3         | 2003, 2004, 2006                               |
| 마카오   | 2         | 2001, 2011                                     |
| 필리핀   | 1         | 2000                                           |
| 태국     | 1         | 2016                                           |
| 미국     | 1         | 2015                                           |

## 역대 대회 출전
| Team              | 예선 라운드 | 예선 라운드 | 예선 라운드 | 결선 라운드1 | 결선 라운드1 | 결선 라운드1 |
| Team              | 출전        | 데뷔        | 최근        | 출전         | 데뷔         | 최근         |
| ----------------- | ----------- | ----------- | ----------- | ------------ | ------------ | ------------ |
| 중화인민공화국    | 25          | 1993        | 2017        | 24           | 1993         | 2017         |
| 일본              | 25          | 1993        | 2017        | 13           | 1993         | 2015         |
| 브라질            | 24          | 1993        | 2017        | 23           | 1993         | 2017         |
| 미국              | 24          | 1993        | 2017        | 12           | 1995         | 2017         |
| 쿠바              | 22          | 1993        | 2016        | 13           | 1993         | 2012         |
| 러시아            | 21          | 1993        | 2017        | 16           | 1993         | 2016         |
| 이탈리아          | 19          | 1994        | 2017        | 12           | 1999         | 2017         |
| 독일              | 18          | 1993        | 2017        | 4            | 2001         | 2009         |
| 대한민국          | 18          | 1993        | 2017        | 4            | 1993         | 2017         |
| 태국              | 15          | 2002        | 2017        | 3            | 2011         | 2016         |
| 도미니카 공화국   | 14          | 2004        | 2017        | –            | –            | –            |
| 네덜란드          | 14          | 1994        | 2017        | 6            | 2003         | 2017         |
| 폴란드            | 14          | 2004        | 2017        | 2            | 2007         | 2010         |
| 카자흐스탄        | 8           | 2007        | 2017        | –            | –            | –            |
| 푸에르토리코      | 8           | 2009        | 2017        | –            | –            | –            |
| 아르헨티나        | 7           | 2011        | 2017        | –            | –            | –            |
| 세르비아          | 7           | 2011        | 2017        | 3            | 2011         | 2017         |
| 튀르키예          | 7           | 2008        | 2017        | 2            | 2012         | 2014         |
| 페루              | 6           | 1994        | 2017        | –            | –            | –            |
| 알제리            | 5           | 2013        | 2017        | –            | –            | –            |
| 불가리아          | 5           | 2013        | 2017        | –            | –            | –            |
| 캐나다            | 5           | 2003        | 2017        | –            | –            | –            |
| 체코              | 5           | 2013        | 2017        | –            | –            | –            |
| 오스트레일리아    | 4           | 2014        | 2017        | –            | –            | –            |
| 벨기에            | 4           | 2014        | 2017        | 1            | 2014         | 2014         |
| 중화 타이베이     | 4           | 1994        | 2012        | –            | –            | –            |
| 크로아티아        | 4           | 2014        | 2017        | –            | –            | –            |
| 멕시코            | 4           | 2014        | 2017        | –            | –            | –            |
| 콜롬비아          | 3           | 2015        | 2017        | –            | –            | –            |
| 케냐              | 3           | 2014        | 2016        | –            | –            | –            |
| 아제르바이잔      | 1           | 2006        | 2006        | –            | –            | –            |
| 카메룬            | 1           | 2017        | 2017        | –            | –            | –            |
| 프랑스            | 1           | 2017        | 2017        | –            | –            | –            |
| 헝가리            | 1           | 2017        | 2017        | –            | –            | –            |
| 트리니다드 토바고 | 1           | 2017        | 2017        | –            | –            | –            |
| 베네수엘라        | 1           | 2017        | 2017        | –            | –            | –            |

1. 승강제가 도입된 2014년 이후 대회들의 경우, 메달 결정전의 역할을 하는 그룹1의 결선 라운드만을 포함한다.

## 역대 대회 결과
| 1993 | 홍콩             | 쿠바            | 3–0         | 중국           | 러시아       | 3–1         | 브라질         | 8 / 6  |
| 1994 | 상하이           | 브라질          | 라운드 로빈 | 쿠바           | 중국         | 라운드 로빈 | 일본           | 12 / 4 |
| 1995 | 상하이           | 미국            | 라운드 로빈 | 브라질         | 쿠바         | 라운드 로빈 | 중국           | 8 / 4  |
| 1996 | 상하이           | 브라질          | 라운드 로빈 | 쿠바           | 러시아       | 라운드 로빈 | 중국           | 8 / 4  |
| 1997 | 고베             | 러시아          | 라운드 로빈 | 쿠바           | 대한민국     | 라운드 로빈 | 일본           | 8 / 4  |
| 1998 | 홍콩             | 브라질          | 3–0         | 러시아         | 쿠바         | 3–1         | 중국           | 8 / 4  |
| 1999 | 위시             | 러시아          | 3–0         | 브라질         | 중국         | 3–1         | 이탈리아       | 8 / 4  |
| 2000 | 마닐라           | 쿠바            | 3–1         | 러시아         | 브라질       | 3–1         | 중국           | 8 / 4  |
| 2001 | 마카오           | 미국            | 3–1         | 중국           | 러시아       | 3–0         | 쿠바           | 8 / 8  |
| 2002 | 홍콩             | 러시아          | 3–1         | 중국           | 독일         | 3–1         | 브라질         | 8 / 4  |
| 2003 | 안드리아         | 중국            | 라운드 로빈 | 러시아         | 미국         | 라운드 로빈 | 네덜란드       | 12 / 6 |
| 2004 | 레조디칼라브리아 | 브라질          | 3–1         | 이탈리아       | 미국         | 3–0         | 쿠바           | 12 / 6 |
| 2005 | 센다이           | 브라질          | 라운드 로빈 | 이탈리아       | 중국         | 라운드 로빈 | 쿠바           | 12 / 6 |
| 2006 | 레조디칼라브리아 | 브라질          | 3–1         | 러시아         | 이탈리아     | 3–2         | 쿠바           | 12 / 6 |
| 2007 | 닝보             | 네덜란드        | 라운드 로빈 | 중국           | 이탈리아     | 라운드 로빈 | 러시아         | 12 / 6 |
| 2008 | 요코하마         | 브라질          | 라운드 로빈 | 쿠바           | 이탈리아     | 라운드 로빈 | 미국           | 12 / 6 |
| 2009 | 도쿄             | 브라질          | 라운드 로빈 | 러시아         | 독일         | 라운드 로빈 | 네덜란드       | 12 / 6 |
| 2010 | 닝보             | 미국            | 라운드 로빈 | 브라질         | 이탈리아     | 라운드 로빈 | 중국           | 12 / 6 |
| 2011 | 마카오           | 미국            | 3–0         | 브라질         | 세르비아     | 3–0         | 러시아         | 16 / 8 |
| 2012 | 닝고             | 미국            | 라운드 로빈 | 브라질         | 터키         | 라운드 로빈 | 태국           | 16 / 6 |
| 2013 | 삿포로           | 브라질          | 라운드 로빈 | 중국           | 세르비아     | 라운드 로빈 | 일본           | 20 / 6 |
| 2014 | 도쿄             | 브라질          | 라운드 로빈 | 일본           | 러시아       | 라운드 로빈 | 터키           | 28 / 6 |
| 2014 | 2그룹 코샬린     | 벨기에          | 3–2         | 네덜란드       | 푸에르토리코 | 3–0         | 폴란드         | 28 / 6 |
| 2014 | 3그룹 사모코프   | 불가리아        | 3–0         | 체코           | 크로아티아   | 3–0         | 카자흐스탄     | 28 / 6 |
| 2015 | 오마하           | 미국            | 라운드 로빈 | 러시아         | 브라질       | 라운드 로빈 | 중국           | 28 / 6 |
| 2015 | 2그룹 루블린     | 네덜란드        | 3–0         | 폴란드         | 체코         | 3–1         | 푸에르토리코   | 28 / 6 |
| 2015 | 3그룹 캔버라     | 케냐            | 3–1         | 페루           | 콜롬비아     | 3–0         | 오스트레일리아 | 28 / 6 |
| 2016 | 방콕             | 브라질          | 3–2         | 미국           | 네덜란드     | 3–2         | 러시아         | 28 / 6 |
| 2016 | 2그룹 바르나     | 도미니카 공화국 | 3–2         | 폴란드         | 푸에르토리코 | 3–1         | 불가리아       | 28 / 6 |
| 2016 | 3그룹 알마티     | 크로아티아      | 3–0         | 카자흐스탄     | 페루         | 3–2         | 콜롬비아       | 28 / 6 |
| 2017 | 난징             | 브라질          | 3–2         | 이탈리아       | 세르비아     | 3–1         | 중국           | 32 / 6 |
| 2017 | 2그룹 오스트라바 | 폴란드          | 3–0         | 대한민국       | 독일         | 3–1         | 체코           | 32 / 6 |
| 2017 | 3그룹 캔버라     | 헝가리          | 3–0         | 오스트레일리아 | 프랑스       | 3–0         | 베네수엘라     | 32 / 6 |

## 메달 집계
| 순위 | 국가           | 금메달 | 은메달 | 동메달 | 합계 |
| ---- | -------------- | ------ | ------ | ------ | ---- |
| 1    | 브라질         | 11     | 5      | 2      | 18   |
| 2    | 미국           | 6      | 1      | 2      | 9    |
| 3    | 러시아         | 3      | 6      | 4      | 13   |
| 4    | 쿠바           | 2      | 4      | 2      | 8    |
| 5    | 중화인민공화국 | 1      | 5      | 3      | 9    |
| 6    | 네덜란드       | 1      | 0      | 1      | 2    |
| 7    | 이탈리아       | 0      | 2      | 4      | 6    |
| 8    | 일본           | 0      | 1      | 0      | 1    |
| 9    | 독일           | 0      | 0      | 2      | 2    |
| 9    | 세르비아       | 0      | 0      | 2      | 2    |
| 11   | 튀르키예       | 0      | 0      | 1      | 1    |
| 11   | 대한민국       | 0      | 1      | 1      | 1    |
| 합계 | 합계           | 24     | 24     | 24     | 72   |

## 대회별MVP
| - 1993 – 미레바 루이스 (쿠바) (Mireya Luis) - 1994 – 페르난다 벤투리니 (브라질) (Fernanda Venturini) - 1995 – 타라 크로스-배틀 (미국) (Tara Cross-Battle) - 1996 – 레일라 바로스 (브라질) (Leila Barros) - 1997 – 예브게니야 알타모노바 (러시아) (Евге́ния Артамонова) - 1998 – 레일라 바로스 (브라질) (Leila Barros) - 1999 – 비르나 디아스 (브라질) (Virna Dias) - 2000 – 류보프 소콜로바 (러시아) (Любо́вь Соколо́ва) - 2001 – 다니엘 스콧-아루다 (미국) (Danielle Scott-Arruda) - 2002 – 예브게니야 알타모노바 (러시아) (Евге́ния Артамонова) - 2003 – 파올라 카둘로 (이탈리아) (Paola Cardullo) - 2004 – 로간 톰 (미국) (Logan Tom) - 2005 – 파울라 페퀘노 (브라질) (Paula Pequeno) | - 2006 – 셰일라 카스트로 (브라질) (Sheilla Castro) - 2007 – 마농 플리에르 (네덜란드) (Manon Flier) - 2008 – 마리안 슈타인브레허 (브라질) (Marianne Steinbrecher) - 2009 – 셰일라 카스트로 (브라질) (Sheilla Castro) - 2010 – 폴루케 아킨라데우 (미국) (Foluke Akinradewo) - 2011 – 데스티니 후커 (미국) (Destinee Hooker) - 2012 – 메간 호지 (미국) (Megan Hodge) - 2013 – 타이사 메녜즈 (브라질) (Thaísa Menezes) - 2014 – 사노 유코 (일본) (佐野 優子) - 2015 – 칼스타 로위 (미국) (Karsta Lowe) - 2016 – 나탈리아 페헤이라 (브라질) (Natália Pereira) - 2017 – 나탈리아 페헤이라 (브라질) (Natália Pereira) |

## 같이 보기
- FIVB 남자 배구 네이션스리그
- FIVB 여자 배구 네이션스리그
- FIVB 세계 여자 배구 선수권 대회
- FIVB 여자 배구 월드컵
- FIVB 월드그랜드챔피언스컵
- FIVB 배구 월드리그
- 올림픽 배구